# Duresa de l'aigua

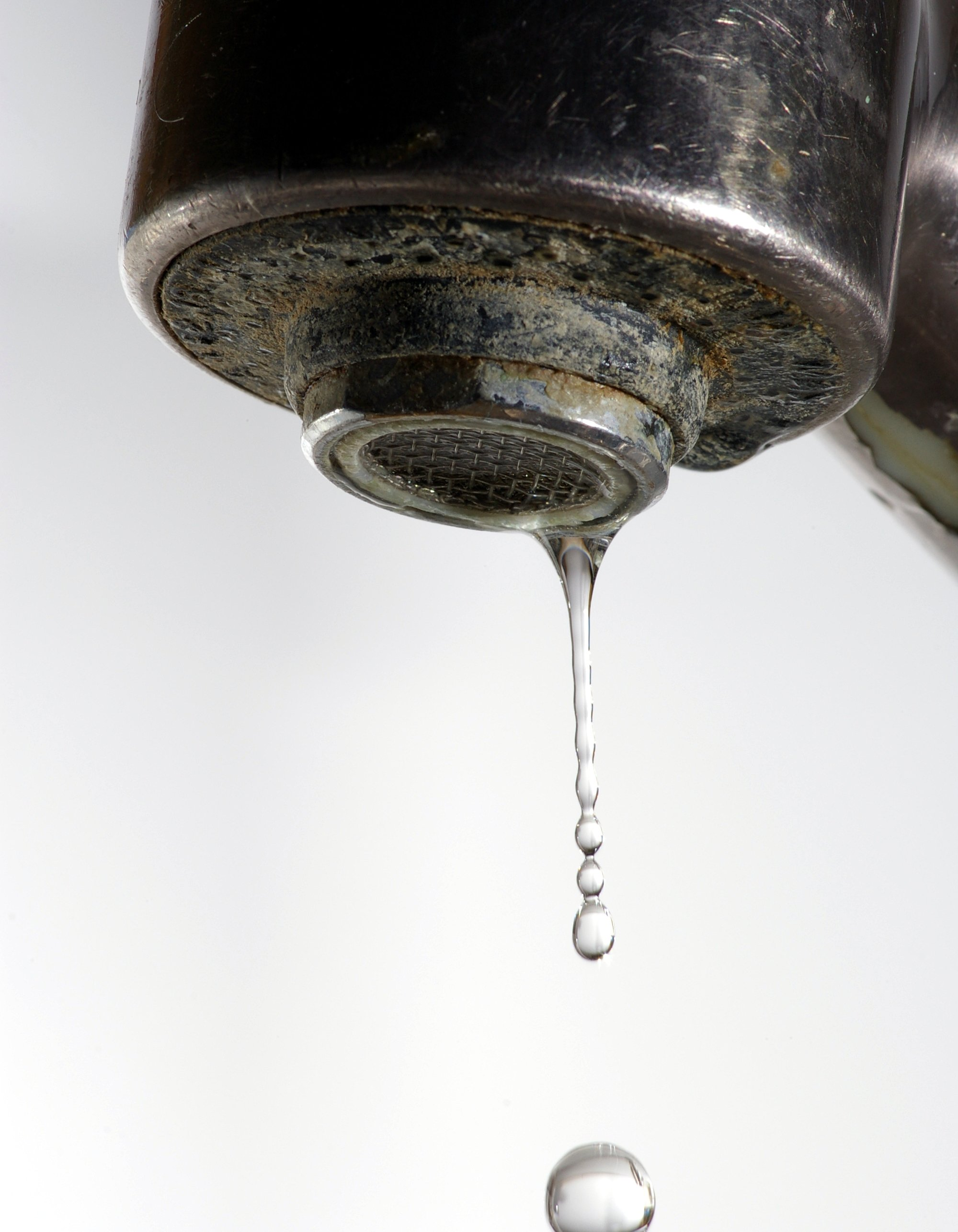
L'aigua amb elevada duresa provoca incrustacions en conductes i dipòsits

La duresa és una qualitat de l'aigua relacionada amb el contingut en dissolució de cations metàl·lics no alcalins, bàsicament els cations alcalinoterris calci, Ca2+, i magnesi, Mg2+.
|  |

La duresa també inclou els efectes d'altres cations divalents com l'estronci, Sr2+, el ferro (2+), Fe2+, i el manganès (2+), Mn2+, i també el trivalent alumini, Al3+, però aquests cations no es troben habitualment en les aigües superficials o subterrànies o la seva concentració és negligible comparada amb la dels cations Ca2+ i Mg2+. Els efectes de la duresa de l'aigua s'observa en la precipitació dels sabons impedint que realitzin la seva funció netejadora, i en les incrustacions de carbonat de calci, CaCO₃, que es produeixen dintre dels dipòsits que contenen aigua calenta o dintre els conductes pels quals circula aigua calenta.
La duresa, simbolitzada Dt, en mg CaCO₃/L, s'obté amb l'expressió:

## Tipus de duresa
Hom defineix tres tipus de duresa en funció dels anions als quals es troben associats els cations alcalinoterris: la duresa temporal, la duresa permanent i la duresa total.

### Duresa temporal

L'aigua en evaporar-se a les coves produeix estalagmites, el mateix fenomen que les inscrutacions

La duresa temporal, també anomenada duresa carbònica, és la duresa deguda als cations Ca2+ i Mg2+ associats als anions carbonat, CO₃²¯ i hidrogencarbonat, HCO₃¯. Se simbolitza per Dc. Aquesta duresa és la principal causant de les incrustacions de carbonat de calci, CaCO₃, en els recipients o conductes que contenen o condueixen aigua calenta i en les marques blanquinoses que deixa l'aigua damunt les superfícies quan s'evapora.

### Duresa permanent
La duresa permanent fa referència al contingut total de cations Ca2+ i Mg2+, essencialment, després d'un temps en estat d'ebullició de l'aigua. Durant aquest procés d'ebullició es desprèn diòxid de carboni, CO₂, i precipiten els carbonats d'aquells cations, restant en dissolució els cations Ca2+ i Mg2+ associats a sulfats, clorurs i silicats. La reacció que té lloc durant l'ebullició és la reacció entre els cations Ca2+ o Mg2+ amb els anions hidrogencarbonat, HCO₃¯, (que estan en equilibri químic amb els anions carbonat, CO₃¯) i que es pot simbolitzar mitjançant l'equació química:
La duresa permanent se simbolitza per Dp.

### Duresa total
La duresa total és la que considera la concentració total de cations divalents (Ca2+, Mg2+, Sr2+, Fe2+, Mn2+, Zn2+) i dels trivalents Fe3+ i Al3+, en una aigua, i que es redueix generalment als cations Ca2+ i Mg2+. És la causant de la precipitació dels sabons que impedeix la seva acció netejadora. Se simbolitza per Dt i correspon a la suma de les dues anteriors:
Hom pot diferenciar en aquest tipus la duresa càlcica i la duresa magnèsica que es corresponen amb les concentracions totals del catió Ca2+ i del catió Mg2+ respectivament.

## Unitats
| TAULA DE CORRESPONDÈNCIA ENTRE UNITATS |                   |            |              |                |                |               |
| Unitats de duresa                      | Unitats de duresa | mg CaCO₃/L | mmol CaCO₃/L | °f (° francès) | °d (° alemany) | °e (° anglès) |
| 1 mg CaCO₃/L                           | 1 mg CaCO₃/L      | 1          | 0,01         | 0,10           | 0,056          | 0,07          |
| 1 mmol CaCO₃/L                         | 1 mmol CaCO₃/L    | 100        | 1            | 10             | 5,6            | 7             |
| 1 °f                                   | 1 °f              | 10         | 0,1          | 1              | 0,56           | 0,702         |
| 1 °d                                   | 1 °d              | 17,9       | 0,179        | 1,79           | 1              | 1,253         |
| 1 °e                                   | 1 °e              | 14,3       | 0,143        | 1,43           | 0,798          | 1             |

Històricament hi ha hagut diferents unitats per expressar la duresa de l'aigua en funció dels diferents països. En totes elles la concentració total de cations s'expressen com si tots els cations fossin Ca2+ i els anions fossin carbonats, CO₃-, és a dir que la duresa estàs produïda per la dissolució exclusiva de carbonat de calci, CaCO₃, excepte el grau anglès que expressa la concentració en funció de l'òxid de calci, CaO. Actualment s'empren les següents:
- mg CaCO₃/L: La concentració de cations s'expressa en mg CaCO₃ per litre d'aigua.
- mmol CaCO₃/L: La concentració de cations s'expressa en mmol CaCO₃ per litre d'aigua.
- Grau hidrotimètric francès, °f o °Hf: Es defineix 1 °f igual a 10 mg CaCO₃/L.
- Grau hidrotimètric alemany, °d o °Hd: Es defineix 1 °d igual a 10 g de CaO/L, que equival a 17,8 mg CaCO₃/L.
- Grau hidrotimètric anglès, °e o °He: Es defineix 1 °e igual a 10 mg CaCO₃/701,5 mL.[4]

## Classificació de les aigües
| ESCALA MERCK        |                     |           |        |          |         |           |
| Tipus d'aigua       | Tipus d'aigua       | Molt tova | Tova   | Semidura | Dura    | Molt dura |
| Duresa (mg CaCO₃/L) | Duresa (mg CaCO₃/L) | 0-79      | 80-149 | 150-329  | 330-549 | ≥550      |

Les aigües es poden classificar en funció del seu grau de duresa. Entre les diferents classificacions una de les més emprades és l'escala Merck que estableix cinc tipus d'aigua segons uns intervals de duresa que es mostren a la taula adjunta.
Les aigües habitualment tenen valors entre 10 i 300 mg CaCO₃/L, i poden arribar a 1000 mg CaCO₃/L i, excepcionalment, a 2000 mg CaCO₃/L o més. L'aigua de la mar té al voltant de 1500 mg CaCO₃/L.

## Causes

L'aigua amb CO₂ dissolt descendeix dins d'una roca i dissol el carbonat de calci

La causa de la duresa de l'aigua és, principalment, la dissolució de sals de calci i magnesi durant el procés d'infiltració de l'aigua superficial en el terreny per a formar aigua subterrània. En aquest recorregut de l'aigua aquesta es posa en contacte amb diferents tipus de roques que poden dissoldre les seves sals. Les roques carbonatades, com la calcita i la dolomita, malgrat són insolubles, són les que es dissolen més fàcilment perquè l'aigua duu dissolt diòxid de carboni, CO₂, de l'atmosfera el qual reacciona amb l'aigua donat anions hidrogencarbonat àcids i carbonat segons els equilibris:
La dissolució resultant és lleugerament àcida, la qual cosa permet la dissolució de carbonats de calci i magnesi, que són insolubles, gràcies a la reacció:
Tanmateix la quantitat de diòxid de carboni, CO₂, dissolt en l'aigua no es pot explicar en base només a la dissolució del diòxid de carboni atmosfèric. Cal tenir en compte l'aportació de diòxid de carboni degut a la respiració de microorganismes presents en l'aigua i en el sòl.

## Conseqüències
L'elevada duresa de l'aigua dona lloc a diferents problemes que es veuen agreujats quan major sigui el seu valor. Aquests són:
- Precipitació dels sabons: Els cations calci i magnesi precipiten l'estearat component principal dels sabons en forma d'estearat de calci i el de magnesi. Això provoca la reducció en el rendiment dels sabons, ja que perden capacitat netejadora. Aquest problema es pot solucionar de diferents maneres: En el cas de rentadores addicionant una quantitat suplementari de detergent, així part dels estearats precipitaran però en deixaran una altra en dissolució que podran exercir la seva funció. Incrementa el cost de la neteja degut a la major quantitat de detergent que s'empra. En el cas dels rentaplats s'empra una resina d'intercanvi iònic que permet substituir els cations Ca2+ per cations sodi abans que l'aigua es posi en contacte amb el detergent, reduint així la duresa de l'aigua i evitant la precipitació dels estearats. La resina perd, en aquest procés, cations Na+ que han de ser recuperats per a dur a terme un nou procés, això es fa mitjançant el contacte amb una dissolució altament salina de clorur de sodi, NaCl. La causant d'aquesta precipitació és la duresa total, ja que el fenomen depèn de la concentració de cations i no dels anions. La reacció que té lloc es pot simbolitzar mitjançant la següent equació:

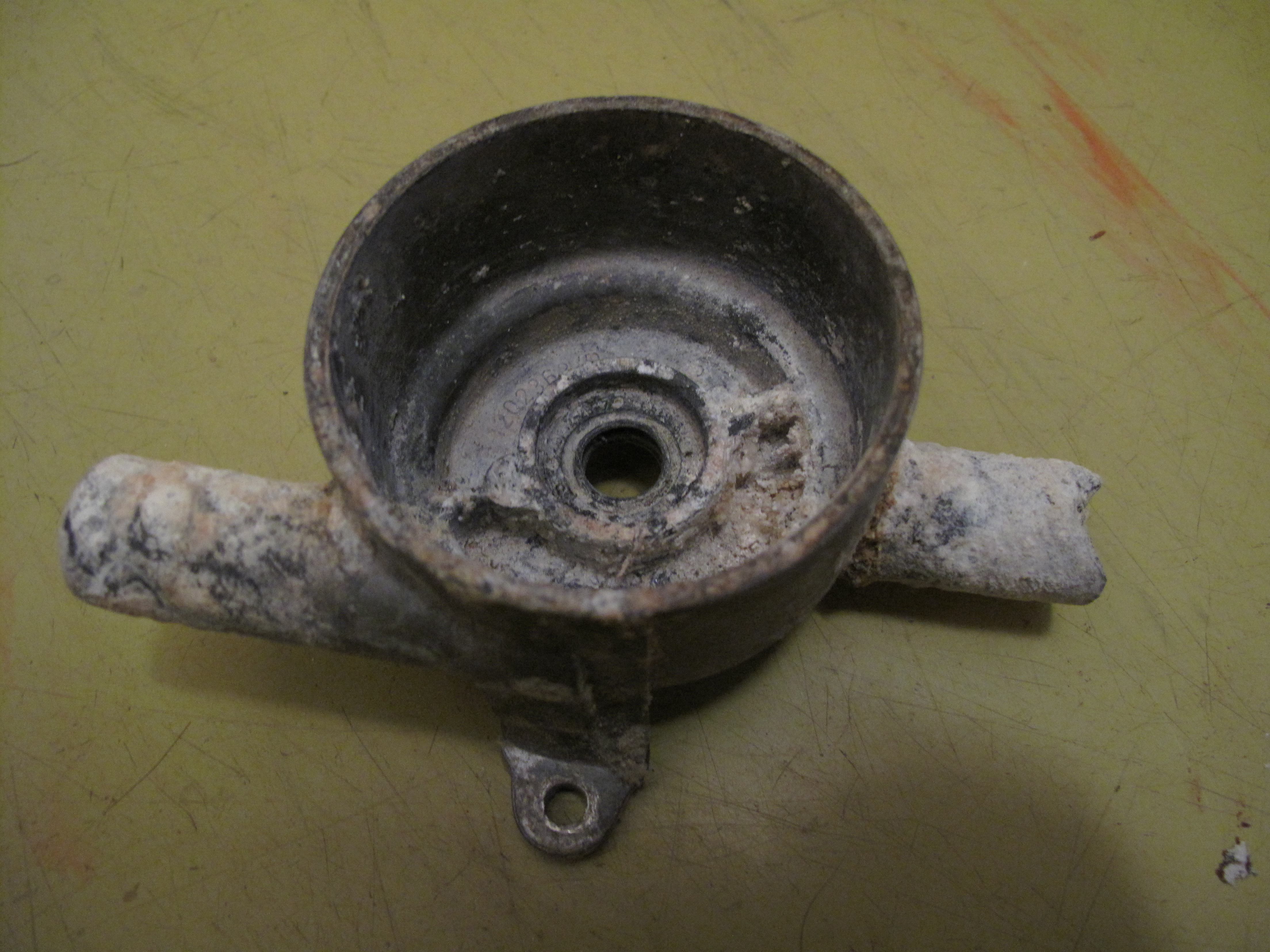
Peça d'una rentadora amb incrustacions blanquinoses

- Incrustacions: L'increment de la temperatura d'una aigua fa que es produeixi un despreniment de diòxid de carboni, la qual cosa desplaça l'equilibri cap a la formació de carbonat de calci i el seu dipòsit sobre les superfícies de contacte, interior de tubs de conducció, serpentins, dipòsits, calderes, resistències, etc. Aquest fenomen depèn de la duresa carbònica o temporal, deguda a carbonats. Es produeixen incrustacions de carbonat de calci que creixen amb el pas del temps i obstrueixen els conductes per on circula l'aigua produint una disminució del cabdal, les sortides d'aquests conductes podent obstruir-les com és el cas de planxes i boquilles, i les resistències perden capacitat d'escalfament. Per evitar aquest problema s'ha d'emprar aigua amb poca duresa quan sigui possible.

- Problemes sanitaris: Els estudis realitzats indiquen que la duresa de l'aigua no provoca problemes de salut en els consumidors. Les aigües dures aporten cations calci a la dieta els quals són fonamentals per a la calcificació dels ossos. Tanmateix alguns estudis demostren que l'ús d'aigües molt dures en la higiene personal podria augmentar la incidència d'èczemes en els infants.[6][7][8]

També, per l'altre costat, la baixa duresa de l'aigua dona lloc a problemes. Les aigües toves produeixen major corrosió dels interiors de conductes i dipòsits metàl·lics. Les incrustacions de carbonat de calci que produeixen les aigües dures protegeixen de la corrosió els interiors de conductes i dipòsits. Per tant, les aigües toves són més corrosives que les dures degut a aquesta manca de protecció.

## Mètodes de determinació directa
S'empren dos mètodes per a la determinació directa de la duresa:

### Valoració complexomètrica
La valoració complexomètrica amb àcid etilendiamintetraacètic (EDTA) és la tècnica més habitual per a la determinació de la duresa de l'aigua. Es tracta d'una volumetria on el reactiu valorant és una dissolució 0,01 M d'EDTA que forma un complex de coordinació amb el calci i el magnesi. La determinació s'ha de fer a pH = 10, per la qual cosa s'empra una dissolució amortidora de clorur d'amoni/amoníac i l'indicador és el negre d'eriocrom T, que canvia de vermell vinós a blau.

### Mètode de Boutron-Boudet
Aquest mètode és el més antic i es basa en la propietat que tenen els cations calci i magnesi de precipitar l'estearat, o palmitat, que forma els sabons. Es prepara una dissolució d'estearat de sodi de concentració coneguda dins d'un flascó hidrotimètric i s'addicionen gotes de l'aigua la qual duresa es vol determinar amb una bureta hidrotimètrica. Es tapa el flascó i s'agita. Si es formen bombolles significa que s'han de seguir addicionant gotes de l'aigua perquè encara no s'ha precipitat tot l'estearat. Quan no es formen bombolles es llegeix el volum addicionat d'aigua i se'n dedueix la duresa.

## Mètodes de determinació indirecta
Habitualment s'empren dos mètodes de determinació indirecta de la duresa:

### Mitjançant la conductivitat elèctrica
Experimentalment es comprova que hi ha una relació aproximada entre la duresa d'una aigua i la seva conductivitat elèctrica que permet fer-ne una estimació molt aproximada sempre que no hi hagi salinització marina de l'aigua, ja que l'aigua de la mar aporta anions clorur, Cl—, i cations sodi, Na+, molt conductors, que no estan relacionats amb la duresa.
La relació és:
A partir d'aquesta relació mesurant la conductivitat elèctrica en μS/cm amb un conductímetre és possible obtenir un valor aproximat de la duresa simplement dividint per 2.

### Mitjançant les concentracions dels cations dissolts
| COEFICIENTS PER CALCULAR LA DURESA |            |       |       |       |       |       |       |       |
| Catió                              | Catió      | Ca2+  | Mg2+  | Sr2+  | Fe2+  | Al3+  | Zn2+  | Mn2+  |
| Coeficient                         | Coeficient | 2,497 | 4,116 | 4,142 | 1,792 | 3,710 | 1,531 | 1,822 |

La duresa es pot calcular exactament a partir dels diferents cations presents en l'aigua, excepte l'oxoni, H₃O+, i els cations alcalins, Li+, Na+ i K+. Així el contingut en mg/L de CaCO₃ equivalent es calcula multiplicant els valors obtinguts, en mg/L, pels coeficients de la taula ajunta i sumar els resultats. Normalment és suficient realitzar el càlcul amb els cations Ca2+ i Mg2+.

## Ablaniment
Existeixen diferents mètodes per reduir la duresa d'una aigua quan la seva duresa impedeixi el seu ús, la qual cosa s'anomena ablaniment.

### Ablaniment amb calç-carbonat

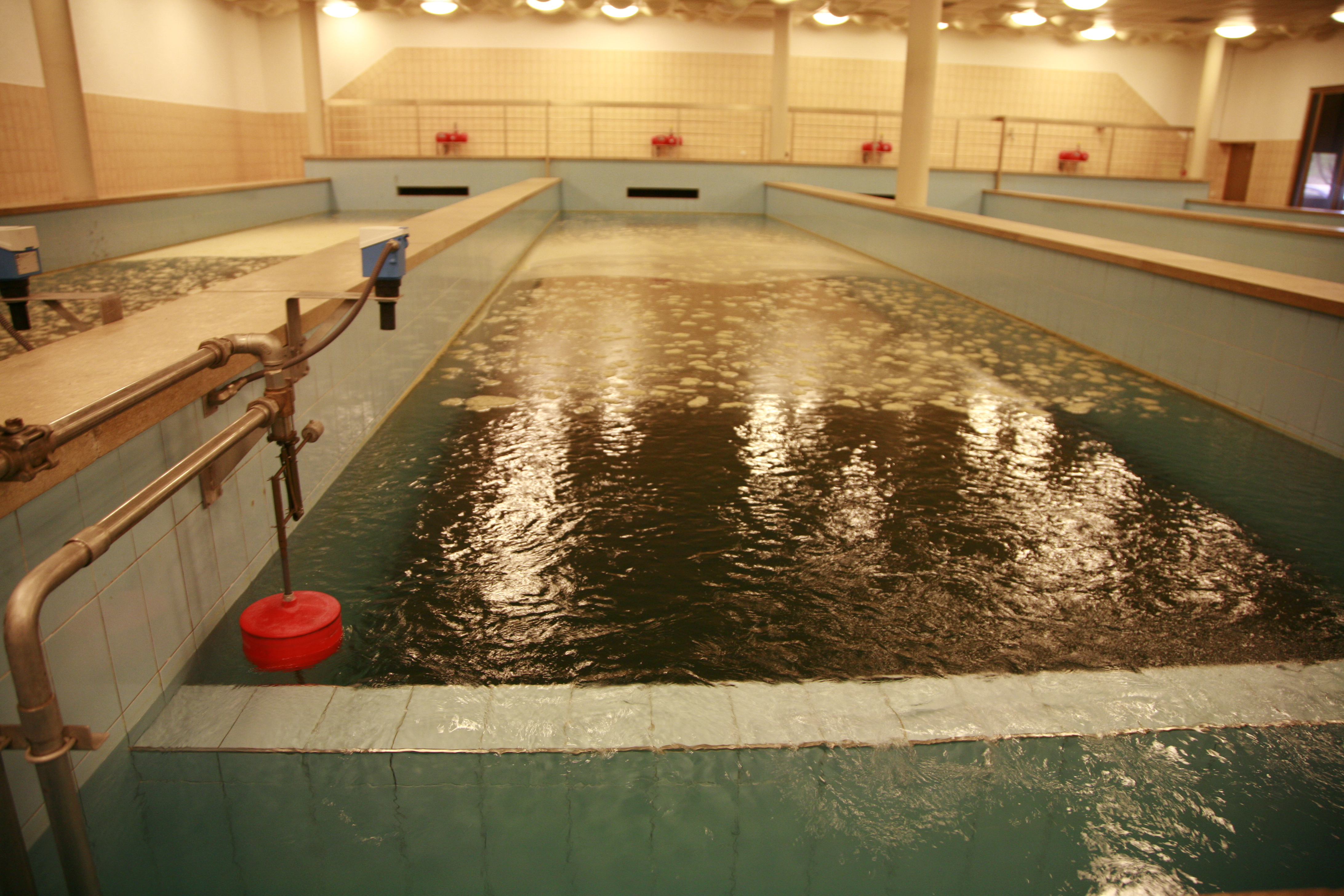
Planta de tractament d'aigua

En aquest mètode, el més antic, s'empra òxid de calci o calç, CaO, i carbonat de sodi, Na₂CO₃, que s'addicionen a l'aigua que es vol ablanir. En contacte amb l'aigua l'òxid de calci forma hidròxid de calci segons la reacció:
L'hidròxid de calci insolubilitza les sals corresponents a la duresa temporal. Així l'hidrogencarbonat de calci, Ca(HCO₃)₂, soluble, es transforma en carbonat de calci, CaCO₃, insoluble que se separa de l'aigua per precipitació:
i l'hidrogencarbonat de magnesi, Mg(HCO₃)₂, soluble, es transforma en carbonat de calci, CaCO₃, insoluble i carbonat de magnesi, MgCO₃, soluble.
El carbonat de magnesi soluble precipita en forma d'hidròxid de magnesi, Mg(OH)₂, insoluble:

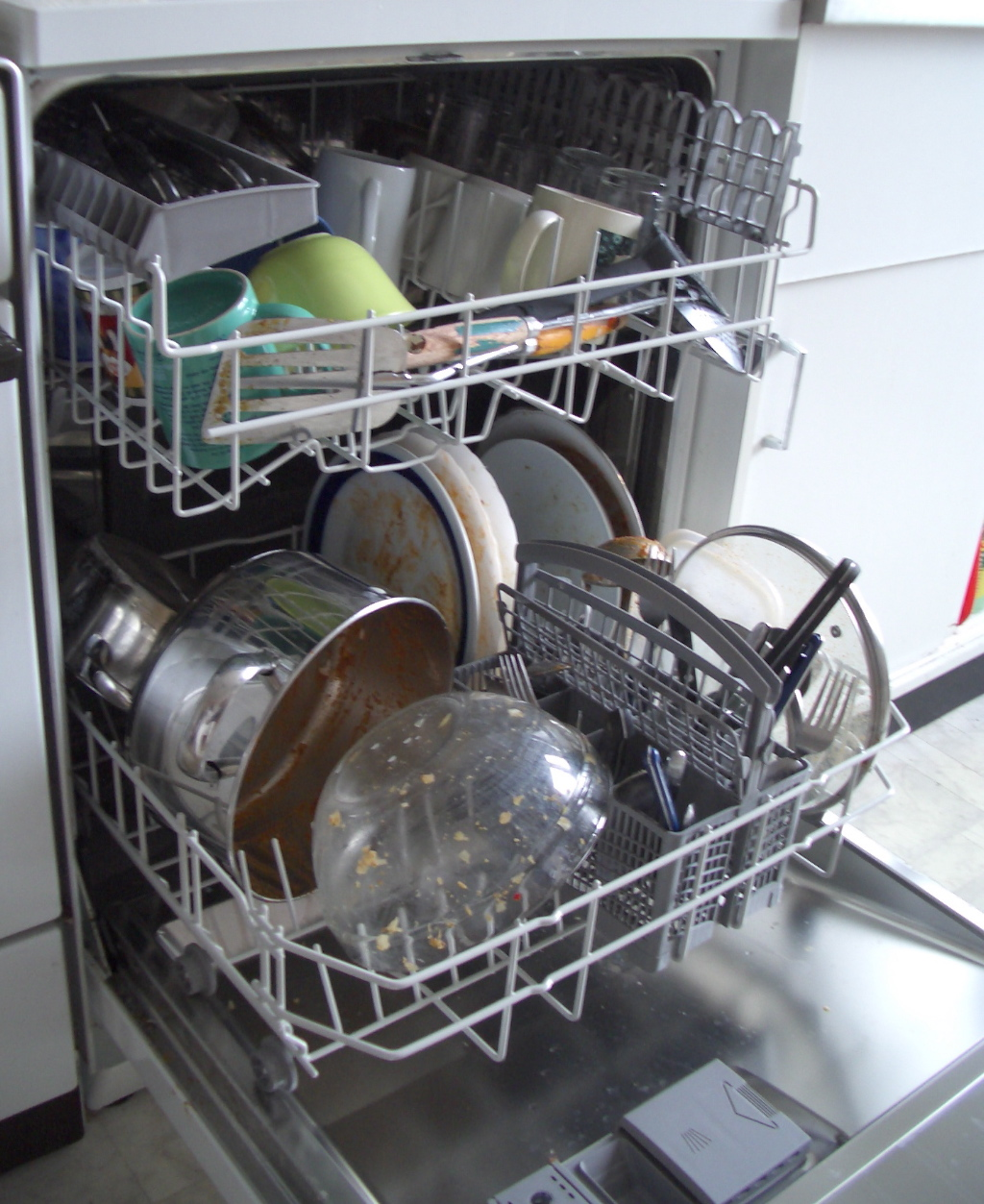
Els rentaplats empren resines de bescanvi iònic per ablanir l'aigua si cal

La duresa permanent s'elimina també per precipitació mitjançant addició de carbonat de sodi, Na₂CO₃:
o amb el mateix hidròxid de calci per a les sals de magnesi:
Aquest mètode d'ablaniment presenta dos problemes. El primer és que sempre queda en dissolució carbonat de calci, CaCO₃, i hidròxid de magnesi, Mg(OH)₂, que si no s'eliminen poden precipitar posteriorment produint dipòsit no desitjat o enterboliment de l'aigua. El segon és l'increment de pH que ocasiona l'ús de carbonat de sodi, Na₂CO₃, que pot arribar fins a un valor d'11. per solucionar-ho s'afegeix diòxid de carboni a l'aigua que transforma el carbonat de calci i l'hidròxid de magnesi en hidrogencarbonats de calci i de magnesi, els quals són solubles.

### Ablaniment mitjançant resines de bescanvi iònic

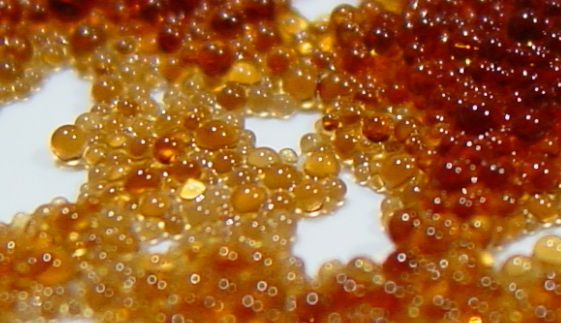
Bolletes de resina de bescanvi iònic emprades en els rentaplats

Aquest sistema funciona mitjançant el bescanvi d'ions d'una solució amb els ions de càrrega semblant d'una resina de bescanvi iònic. Habitualment s'usen resines sintètiques que tenen cations sodi, Na+, dèbilment retinguts a la seva superfície i que es bescanvien amb els cations calci, Ca2+, i magnesi, Mg2+, quan l'aigua que els conté es posa en contacte amb la resina. D'aquesta manera es treuen de l'aigua només els cations causants de la duresa sense haver de treure, també, els anions als quals estan associats. Amb aquest procés l'aigua incrementa la concentració de cations sodi, Na+, els quals no representen problemes alhora d'emprar l'aigua. El procés es pot representar per:
La resina amb el pas de l'aigua perd capacitat de bescanvi, per la qual cosa s'ha d'anar regenerant amb una dissolució molt concentrada (salmorra) de clorur de sodi, NaCl, una substància barata, que aconsegueix que es produeixi el bescanvi invers, el cations calci, Ca2+, i magnesi, Mg2+ passen a la dissolució salina i es fixen els cations sodi, Na+, deixant la resina preparada per un nou procés d'ablaniment.
Actualment per eliminar la duresa de les aigües a les rentadores els detergent duen a la seva composició zeolites, minerals aluminosilicats tant naturals com sintètics, d'estructura tridimensional, la part aniònica dels quals pot ésser representada per la fórmula [(Al, Si)O₂]n. Presenten, com a característica més important, xarxes obertes que determinen l'existència de cavitats en el si de l'estructura, la qual cosa permet el seu ús com a bescanviadors d'ions i, fonamentalment, com a adsorbents selectius d'una gran efectivitat.

### Ablaniment amb polifosfats

Quelat de trifosfat de calci

Per evitar la precipitació dels sabons en les rentadores i rentaplats els fabricants de detergents hi addicionen polifosfats, en concret en els detergents sòlids el tripolifosfat de sodi, Na₅P₃O10, i en alguns dels líquids el pirofosfat de sodi, Na₄P₂O₇, que actuen de quelatants dels cations Ca2+, Mg2+, Fe2+ i Fe3+. Els detergents sòlids per a rentaplats duen elevades quantitats de fosfats, entre el 15% i el 30% del pes. D'aquesta manera s'evita la precipitació dels estearats de calci o magnesi i s'aconsegueix millorar el rendiment del detergent perquè tot resta en dissolució i pot realitzar la seva funció.
Tanmateix, en els darrers anys ha augmentat la preocupació per l'ús de polifosfats perquè s'hidrolitzen dins l'aigua en fosfats. Això dona lloc a grans quantitats de fosfats tant al sistema de clavegueram com als cursos naturals d'aigua, originant la seva eutrofització. Per aquesta raó s'ha regulat legalment la quantitat màxima de polifosfats en els detergents a la Unió Europea i d'altres països. Per substituir-los s'han cercat altres quelatants que no produeixen problemes medioambientals, com ara l'àcid etilendiamintetraacètic (EDTA), l'àcid nitriltriacètic (DTA) o l'àcid dietilentriaminopentacètic (DTPA).

## Duresa de les aigües de diverses ciutats
| Qualitat de l'aigua de distribució en diverses ciutats |               |                  |                 |                |          |          |           |           |         |                         |
| Ciutat                                                 | Ciutat        | Barcelona        | València        | Palma          | Girona   | Lleida   | Tarragona | Castelló  | Alacant | Perpinyà                |
| Classificació                                          | Classificació | Poc dura 24,4 °f | Molt dura 52 °f | Poc dura 27 °f | Poc dura | Poc dura | Molt dura | Molt dura | Dura    | Poc dura 229 mg CaCO₃/L |

Els Països Catalans estan situats en una zona on la geologia del terreny, amb roques calcàries, fa que les aigües subterrànies siguin dures o molt dures. Les aigües d'embassaments són blanes perquè no s'han infiltrat dins el sòl. Per tant, quan el subministrament es fa a partir d'embassament o de dessaladores les aigües són blanes; si només es fa amb aigües de pous les aigües, són dures. En cas de mescla s'obtenen aigües poc dures.